# Santa Ana de Pusa (kommunhuvudort)
Santa Ana de Pusa är en kommunhuvudort i Spanien.   Den ligger i provinsen Toledo och regionen Kastilien-La Mancha, i den centrala delen av landet, 110 km sydväst om huvudstaden Madrid. Santa Ana de Pusa ligger 600 meter över havet och antalet invånare är 417.
Terrängen runt Santa Ana de Pusa är lite kuperad, och sluttar norrut.Runt Santa Ana de Pusa är det ganska glesbefolkat, med 25 invånare per kvadratkilometer. Närmaste större samhälle är Los Navalmorales, 7,0 km sydost om Santa Ana de Pusa. Trakten runt Santa Ana de Pusa består till största delen av jordbruksmark.